# Provincia di Jorge Basadre
La provincia di Jorge Basadre è una delle 4 province della regione di Tacna nel Perù.

## Capoluogo e data di fondazione
La capitale è Locumba - Fondata il 19 aprile del 1988.
Sindaco (alcalde):
- Julio Víctor Dávalos FloresConde(2007-2010)

## Superficie e popolazione
- 2928,72 km²
- 8 814 abitanti (nel 2005)

## Provincia confinanti
Confina a est con la provincia di Candarave, a nord con la provincia di Ilo (regione di Moquegua), a sud con la provincia di Tacna e a ovest con l'oceano Pacifico.

## Geografia antropica

### Suddivisioni amministrative
È divisa in tre  distretti:
- Locumba
- Ilabaya
- Ite

## Festività
- 14 settembre: Signore di Locumba
- 30 agosto: Santa Rosa da Lima